# 맷 주크리
맷 주크리(Matt Czuchry, 1977년 5월 20일 ~ )는 미국의 배우이다.

## 출연 작품
- 더 레지던트 1~6 (2018~2023)
- 굿 와이프 7 (2015)
- 굿 와이프 6 (2014)
- 굿 와이프 5 (2013)
- 굿 와이프 4 (2012)
- 굿 와이프 3 (2011)
- 굿 와이프 2 (2010)
- 19번째 아내 (2010)
- 굿 와이프 1 (2009)
- 아이 홉 데이 서브 비어 인 헬 (2009)
- 프라이데이 나잇 라이츠 (2006)
- 다크 섀도우 (2005)
- 애드밴티즈 하트 (2003)
- 슬랩 허, 쉬즈 프렌치 (2002)
- 프릭스 (2002)
- 길모어 걸스 (2000)